# Тлатілько

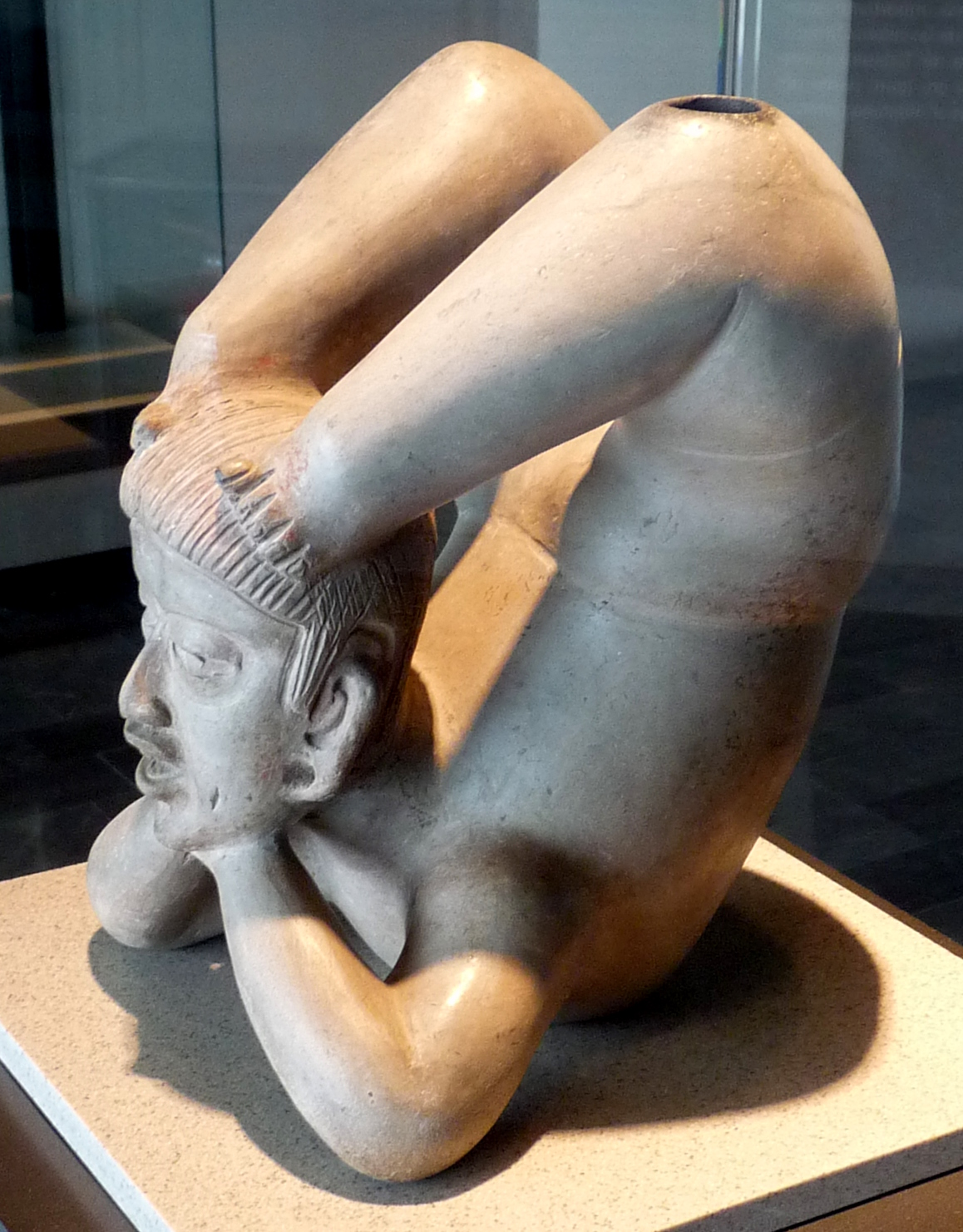
Керамічна фігурка з Тлатілько, відома як «акробат», близько 1300—800 до н. е. У лівому коліні «акробата» є отвір для розливання рідини

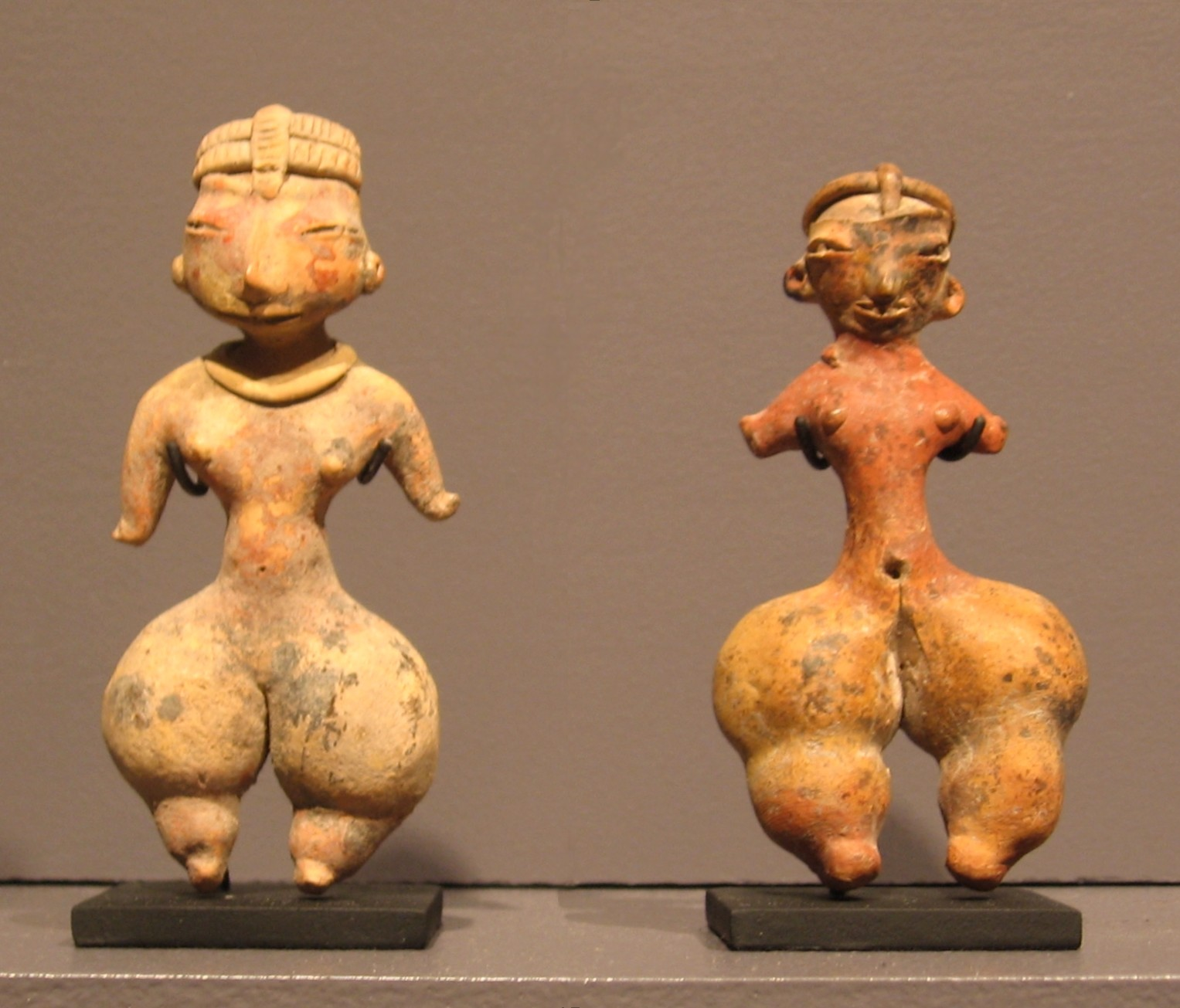
Дві фігурки з Тлатілько, 1000—800 до н. е.

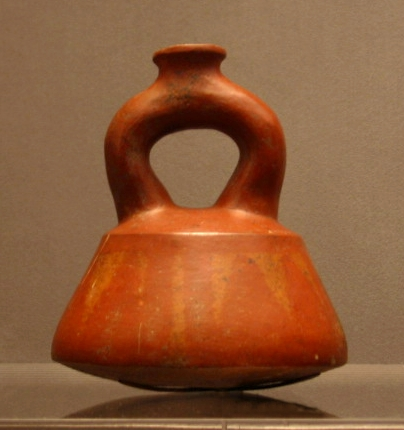
Як правило, пов'язувана з інками, стременна банка зі Тлатілько, 1100—800 до н. е.

Тлатілько (англ. Tlatilco) — велике доколумбове городище в долині Мехіко, розташоване поблизу району Тлатілько в муніципалітеті Наукальпан (штат Мехіко), який входить до мегалополіса Мехіко. Одне з перших вождівств, що виникли в долині та процвітали на західному березі озера Тескоко протягом середнього передкласичного періоду приблизно від 1250 до 700 року до н. е.
У ширшому значенні назва Тлатілько стосується археологічної культури, яка також включає стародавнє місто Тлапакоя на східному березі озера Чалько, а також місто Коапешко. Назва Тлатілько походить із мови науатль, якою вона означає «місце містерій (таємних явищ)». Назву дали переселенці-ацтеки, які прибули в долину, коли культура Тлатілько вже зникла.

## Характеристика
Тлатілько відрізняється високоякісними керамічними виробами, багато з яких несуть на собі відбиток ольмецького мистецтва, а також статуетками, в яких нерідко зустрічається характерний для ольмеків мотив дитячого обличчя. Разом з тим, місцева кераміка має чимало особливостей, які свідчать про місцеву керамічну традицію.
Багато поховань, переважно осіб із високим статусом, містять свідчення виривання зубів та штучної деформації черепа.
Основним продуктом сільського господарства в Тлатілько була кукурудза, також культивувалися боби, амарант, гарбуз, перець чилі. Крім них, споживали різноманітну птицю, зокрема перелітних птахів, а також диких кроликів та інших дрібних ссавців, оленів та антилоп.
Кульмінації Тлатілько досягло в період 1000—700 до н. е. під час так званого Ольмецького горизонту. На наступній стадії, відомій як період Сакатенко (Zacatenco), 700—400 до н. е., спостерігається поступовий вихід із вживання ольмецької іконографії та форм.
Багато статуеток із Тлатілько зображують людей із різними аномаліями чи потворністю. Прикладами є «роздвоєна» маска або кілька двоголових жіночих фігур.

## Культура Тлатілько
З погляду археології, виникнення культури Тлатілько характеризує поширення художніх форм та керамічних виробів, які належать до раннього горизонту. Культуру характеризують такі особливості:
- як ритуальна, так і побутова кераміка;
- як тваринні, так і людські фігурки, виконані в дещо стилізованій манері;
- глиняні маски та інші екзотичні ритуальні предмети;
- пишні поховання з могильними дарами;
- прикраси, мотиви, конструкції та статуетки в ольмецькому стилі.

Культурі Тлатілько притаманна суттєво вища спеціалізація, порівняно з ранішими культурами, зокрема складніша структура поселень, наявність спеціальних професій та широке соціальне розшарування. За цієї культури виникають центри-вождівства Тлатілько і Тлапакоя.
У цей час істотно розширюється торгівля на далекі відстані. Предметами торгівлі були, зокрема, залізна руда, обсидіан і нефрит, що, з одного боку, сприяло ольмецькому впливу на цю культуру, а з іншого, може пояснити знахідки кераміки тлатільського стилю біля м. Куаутла в штаті Морелос, тобто за 150 км на південь від Тлатілько.

## Хронологія
Христина Нідербергер виявила дві стадії (періоди) розвитку цієї культури:
- стадія Айотла, 1250—1000 до н. е.
- стадія Манантіаль, 1000—800 до н. е.

На межі цих періодів, близько 1000 до н. е. , спостерігається різка зміна в кераміці: замість фігурок одягнених чоловіків з'являються фігурки оголених жінок, а іконографія в ольмецькому стилі набуває місцевих рис, що, можливо, відбиває зміни в релігійних уявленнях або культовій практиці.
Після 800 року характерні для культури вироби в археологічних пам'ятках не зустрічаються. На 700 рік до н. е. місто Куїкуїлько стало найбільшим і найсильнішим містом у долині Мехіко і затьмарило колишні центри Тлатілько та Тлапакоя.